# Scania CR111
Scania CR111 är en buss byggd mellan 1971 och 1978 av Scania vid föredetta SKV i Katrineholm. Den byggdes på BR111-chassit och är efterföljaren till Scania-Vabis CR76 (senare kallad Scania CR110) som den även byggde vidare på. De största skillnaderna mot föregångaren var bland annat att bakrutan blev större, rakare och odelad samt att fronten ändrades något och fick nya strålkastare på senare årgångar. I övrigt låg den största skillnaden i att bussen fick ett mer ljudisolerat chassi. Liksom hos föregångaren är motorn dieseldriven och tvärställd längst bak i det bakre överhänget till höger med växellådan till vänster och driver bakaxeln via vinkelväxel.
Den fanns i dörrkonfigurationerna 1-2-0 eller 2-2-0, det vill säga antingen en enkeldörr eller ett dörrpar längst fram och dubbla dörrar i mitten. Bussen hade i alla utföranden vikdörrar. Vissa av varianterna med enkeldörr fram kunde ha ett kortare främre karossöverhäng och därmed kortare totallängd, precis som samtliga diton hos föregångaren Scania CR110. Den hade likt föregångaren väldigt låga insteg för sin tid med endast ett trappsteg vid samtliga in-/utgångar, dock med ett trappsteg i mittgången till det högre belägna golvet i bakre delen.
Scania CR111 är en stadsbuss och var mycket vanlig i svenska städer under 1970- och 1980-talen. Det var den allra sista bussen av Scania och en av de sista bussarna i Sverige överlag med så kallad tvättlina, alltså en lina inne i bussen ovanför fönsterna som man använder för att plinga istället för att trycka på stoppknappar som på efterföljande bussar sitter på stängerna, på väggarna och i takkonsolerna.

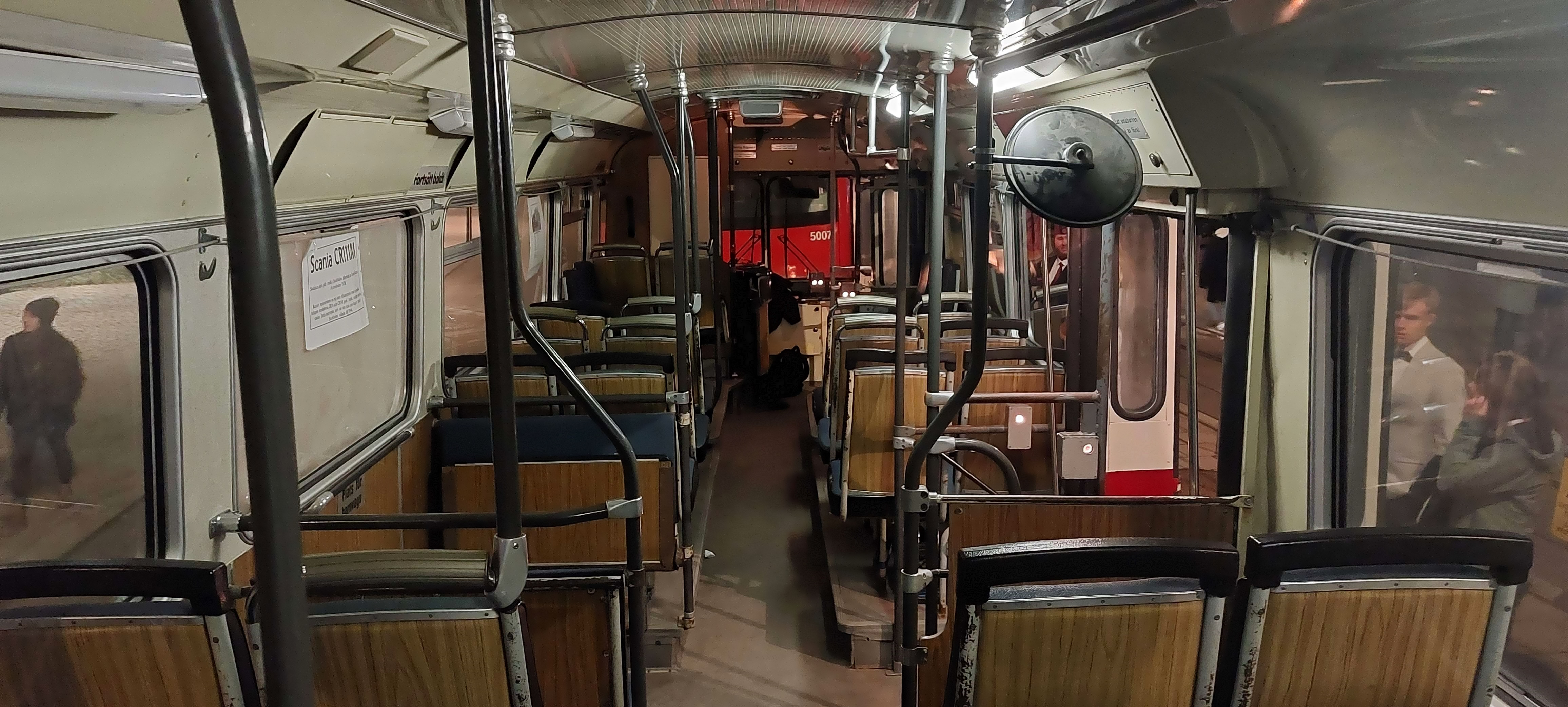
Interiören i en bevarad Scania CR111M under kulturnatten i Stockholm den 20 april 2024.

Scania CR111 efterträddes av Scania CR112 under 1977 och togs ur produktion 1978. I Sverige togs de sista exemplaren av Scania CR111 ur reguljär trafik 1993.

## I trafik

### Sverige

#### Stockholm
Hos Storstockholms lokaltrafik var busstypen mycket vanlig, och hade här littera H56 (bussar med enkeldörr fram), H59 och H59A (bussar med dubbeldörrar fram).
Senare leveranser av Scania CR111 liksom efterträdaren Scania CR/CN112 såväl som ett antal Volvobussar ersatte etappvis Büssing-bussarna från 1960-talet.
I Stockholms innerstad var Scania CR111 den dominerande busstypen från slutet av 1970-talet till 1990. I mitten av 1980-talet började de tidigast levererade exemplaren att rangeras ut och ersättas av nyare bussar. De började dock inte på allvar att rangeras ut förrän omkring 1990 och de allra sista exemplaren försvann sommaren 1993 i samband med den första större leveransen av lågentrébussar av typen Scania CN113 CLL MaxCi (serien 5001–5020).

#### Övriga städer
I övriga städer i Sverige har busstypen också varit mycket vanlig. Den var under sin storhetstid den dominerande busstypen i till exempel Uppsala och även mycket vanlig i Göteborg för att nämna några städer.

### Övriga länder
Scania CR111 såldes endast ny i Sverige och Norge, men efter Järnridåns fall exporterades ett antal bussar till Polen.

## I film
I den första filmen om Jönssonligan, Varning för Jönssonligan, använder sig ligan av en Scania CR111, närmare bestämt SL H59 5244.